# Belle Poule (1765)
«Belle Poule» («Бель Пуль», 1765) — фрегат, служивший во французском флоте с 1765 по 1780 год. Он относился к классу фрегатов Dédaigneuse («Пренебрежительный»), вооружённых 12-фунтовыми орудиями. Корабль нёс 32 пушки: 26×12-ти фунтовых и 6×6-ти фунтовых. Это первый корабль под названием Belle Poule — «Прекрасная курочка».

## Постройка
Фрегат Belle Poule строился по проекту инженера Леона Гиньяса в Бордо с марта 1765 года и до начала 1767 года. Длина корпуса составляла 43 метра, водоизмещение 650 тонн. Только стоимость украшения, заказанного Марсьялю Сесси (Martial Cessy), скульптору из Бордо, составила 850 ливров.
В XVIII веке основой военного флота являлись фрегаты. Они отличались быстрым ходом и участвовали в разведке, охране, патрульной службе, преследовании и выполняли другие задачи. Во второй половине века во Франции было спущено на воду 104 фрегата; на вооружении у них были 12-фунтовые пушки. Одним из таких парусников был La Belle Poule. В течение последующих двух лет на основе этого проекта началось строительство ещё трёх кораблей с теми же[уточнить] характеристиками — длина 44 м, а ширина 11 м. Водоизмещение парусников составляло 903 тонны. Благодаря этому удачному проекту инженер получил звание конструктора и дворянский титул.

## Боевая служба

### Кампании в Америке и Индии
В 1768 году корабль дважды ходил к Антильским островам.
Фрегат La Belle Poule бороздил Атлантический океан до 1769 года, выполняя поставленные задачи, после чего благополучно вернулся во Францию. Для придания большей надёжности деревянный корпус парусника укрепили медной обшивкой и в 1771 году отправили в океанографическую экспедицию на просторы Индийского океана. На борту судна присутствовал исследователь граф де Лаперуз — первооткрыватель одноимённого пролива между Сахалином и японским островом Хоккайдо.
В 1772 году Belle Poule участвует в гидрографической экспедиции в Индийском океане под командованием шевалье де Гренье (одним из офицеров на борту был граф де Лаперуз). Цель экспедиции — найти кратчайший маршрут от Маскаренских островов до Французской Индии.
В 1772 году, перед отправкой в тёплые моря, для улучшения скорости фрегат первым во французском военном флоте получил медную обшивку днища. Фрегат вернулся в Брест 12 декабря 1776 года.
В 1777 году после износа прочной обшивки корабль вернулся в родные воды.

### Перед началом войны за независимость в США
Незадолго до начала официальной войны за независимость США выросло напряжение между флотами Великобритании и Франции.
27 апреля 1777 года английский военный корабль начал преследовать Belle Poule неподалёку от Груа, приняв его за американского корсара, который в целях маскировки шёл под французским флагом. Фрегат успешно ускользнул от погони в Брест.
В январе 1778 года Belle Poule получил задачу доставить обратно в США Сайласа Дина, ранее направленного в Париж Бенджамином Франклином для заключения американо-французского союзного договора и договора о дружбе и торговле. Однако фрегат перехватили два английских корабля — HMS Hector и HMS Courageous (в совокупности 74 орудия), которые потребовали досмотра фрегата, полагая, что он на самом деле американский. Капитан французского корабля Шарль де Бернар де Мариньи ответил:

«Я — Belle Poule, фрегат короля Франции; я пришёл из моря и иду в море. Королевские корабли, сударь, обыскивать не дозволяется»
Британцы извинились и отпустили фрегат без досмотра. Однако встречные ветры не позволили кораблю пересечь Атлантику и через 36 дней Belle Poule был вынужден вернуться в Брест.
С 1775 года в Америке 13 взбунтовавшихся провинций начали борьбу за независимость. К 1778 году война в Америке приобрела массовый характер и 6 февраля самопровозглашённые Соединённые Штаты заключили союзный договор с Францией. В результате Франция предъявила Англии ультиматум, требующий убрать британские войска с территории Америки и признать независимость США. Ультиматум носил политический характер — ни король Франции, ни его министры в то время не видели в этом никакого повода для объявления Англии войны. Причиной же настоящего англо-французского конфликта стал инцидент в проливе Ла-Манш 17 июня 1778 года. В этот день французский фрегат «La Belle Poule» вёл разведку британского флота (Channel Fleet). Фрегат был не один — в эскадру входили также фрегат «La Licorne», корвет «L’Hirondelle» и люгер «Le Courier». Англичанам присутствие такой группировки у своих берегов не понравилось и они отправили к французской эскадре за разъяснениями фрегат «Arethusa» и катер «Alert». Французы отказались объяснять причины своего появления и, слово за слово, дело дошло до стычки между фрегатами, люгером и катером. Бой длился около пяти часов. Фрегаты «Arethusa» и  «La Licorne» получили тяжёлые повреждения и вышли из боя, направившись в свои порты для ремонта. «Le Courier» и «Alert» продолжали сражаться «борт в борт» ещё два часа.
Перевес по боевому оснащению оказался на стороне англичан и они захватили люгер, но фрегату «La Belle Poule» удалось ускользнуть от неприятеля. Несмотря на поражение, это сражение было воспринято французами как крупная победа.
Женская половина французской знати  отреагировала на сообщение о победе над британцами своеобразно —  в моду немедленно вошла новая причёска a-la Belle Poule, по форме напоминавшая несущийся по волнам волос парусник. Молодая королева Мария-Антуанетта со своим парикмахером Леонаром создавала затейливые причёски, в которых волосы становились частью необычных головных уборов. «Темой» мог стать любой предмет — вазы с фруктами или клумбы. Непотопляемость легендарного парусника стала очередной темой для создания шедевра парикмахерского искусства королевы Франции и её парикмахера.
После ремонта фрегат «La Belle Poule» служил на Ла-Манше, но летом 1780 года был захвачен английским кораблем HMS Nonsuch. Трофейный парусник был дополнен четырьмя орудиями на корме и укреплён медной обшивкой. Его служба в английском флоте проходила до 14 августа 1801 года, затем он был продан.

## Интересные факты
История названия судна ведётся с 1533 года, когда король Франциск I при посещении Тулузы получил символические ключи из рук юной красавицы Паулины де Вигье. Восхищенный её прелестями, король воскликнул: «О! Прелестная курочка!». Смысл и шарм этого комплимента состоял в однокоренном происхождении и созвучии имени красавицы и слова poule (перевод с французского «курица»). Позже один пиратский корабль носил это имя, которое принесло капитану репутацию удачного корсара.
Это имя потом не единожды использовалось владельцами кораблей. И в 1765 году по настоянию монарха Людовика XV это имя было дано новому паруснику.
- A-la Belle Poule (причёска)